# Villa dei Cedri (Valdobbiadene)
Villa dei Cedri, precedentemente citata nella bibliografia di settore come villa Piva dalla famiglia che ne fu ultima proprietaria, è una villa otto-novecentesca situata a Valdobbiadene, provincia di Treviso, così conosciuta per l'imponente centenario cedro del libano (Cedrus libani, A.Rich. 1823) presente nel suo parco..
La villa è luogo di eventi culturali, congressi ed esposizioni temporanee; per quarant'anni è stata sede della "Mostra Nazionale Spumanti" ed è sede dal 2019 dell'Associazione per il Patrimonio delle Colline del Prosecco di Conegliano e Valdobbiadene, nata per tutelare e valorizzare il patrimonio UNESCO.

## Descrizione
Il complesso, il cui corpo principale conserva l'aspetto neoclassico della ristrutturazione e ampliamento dei primi anni del XX secolo, è composto anche dall'attigua barchessa, dall'ex-opificio trasformato in edifici di servizio quali cantina e stalle, e del grande parco aperto al pubblico di matrice romantico eclettica.

## Storia

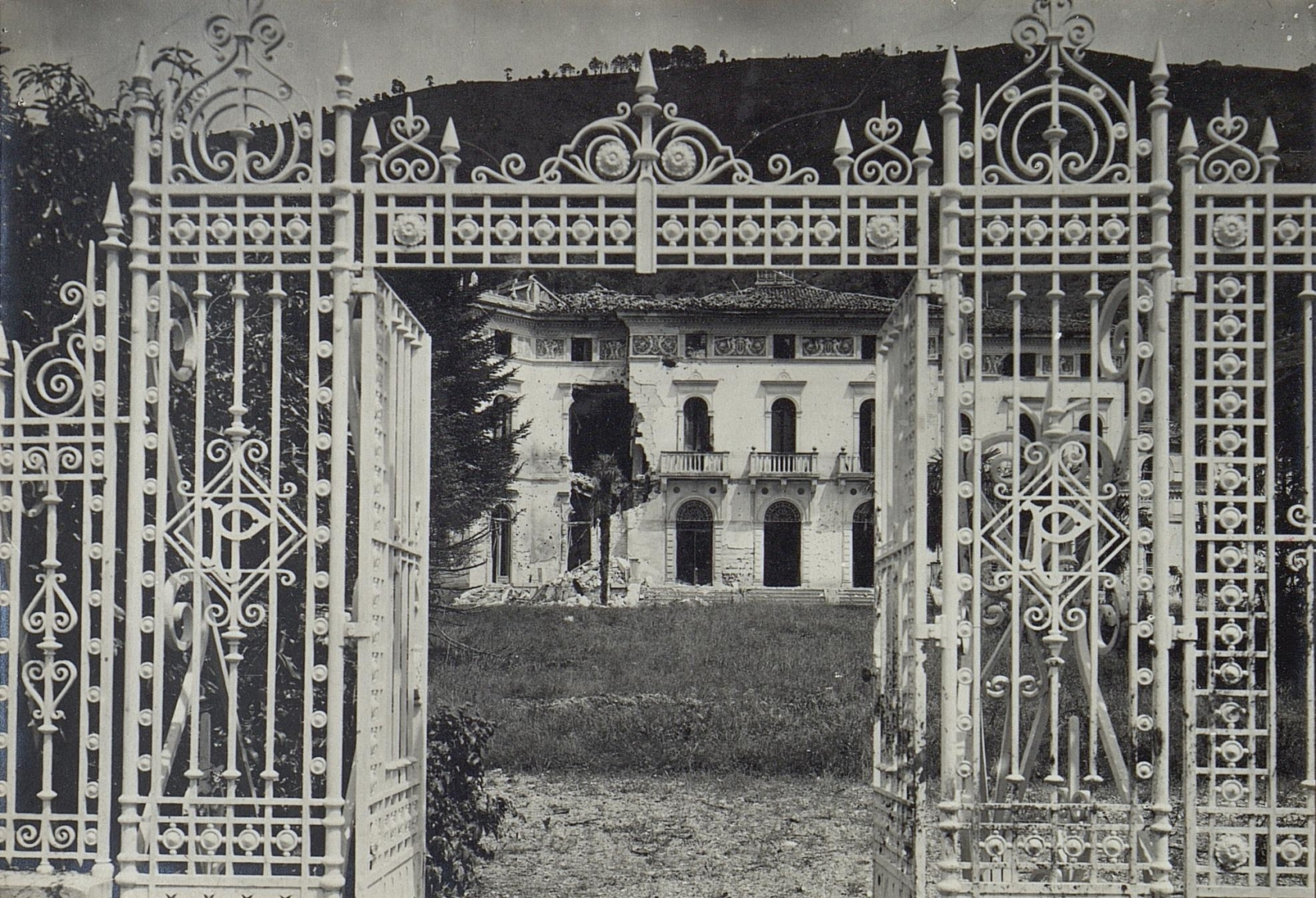
Il corpo centrale della villa danneggiata dai colpi ricevuti durante la prima guerra mondiale.

Il complesso venne edificato ai primi dell'Ottocento nel vecchio borgo Martignago, sorto attorno alla sorgente d'acqua del torrente Cordana, trasformando un precedente mulino da grano già presente nell'abitato nel XVIII secolo in filatoio-torcitoio per seta e residenza della famiglia Bottoia. Pietro Piva, esperto imprenditore della seta originario di San Martino di Lupari, nel 1840 rilevò l'azienda ai Bottoia prendendo qui residenza. L'opificio, che traeva energia dal flusso del Cordana, era noto per la produzione di una seta caratterizzata dall'alta qualità, detta organzino, realizzata grazie al lavoro di una particolare macchina lignea, l'incannatoio alla bolognese. Piva iniziò la ristrutturazione del complesso, restaurando l'opificio e aggiungendo l'ala est al corpo principale. Negli anni successivi la necessità di disporre macchinari sempre più imponenti resero necessario l'abbandono del filatoio, che non era grado di ospitarli, e così l'azienda fu trasferita presso gli stabili dei Conti di Collalto.
Il suo omonimo nipote (1864-1925), nel 1889 acquisì dal Comune di Valdobbiadene via Bottoia e altre proprietà del borgo non ancora in possesso della famiglia con l'intenzione di realizzare una villa con parco come sua residenza. A questo scopo gran parte del vecchio borgo Martignago venne demolito, tra cui gli edifici posti attorno alla fabbrica. Alla villa venne aggiunta una nuova ala, la ovest, e il progetto interessò anche il parco voluto con un'impostazione romantico-eclettica, trasformando definitivamente i locali industriali in cantina e stalle.
Durante la fase finale della prima guerra mondiale, come conseguenza della ritirata dopo la battaglia di Caporetto, intenti ad arginare l'avanzata austriaca, come molti edifici della zona la villa fu più volte colpita dall'artiglieria del Regio Esercito dal monte Grappa e dal Montello rendendola inagibile. La famiglia, che al termine del conflitto ebbe cura del risanamento del corpo centrale, occupò la villa fino ad oltre la metà del XX secolo.
In tempi più recenti il complesso ritornò di proprietà comunale e ne venne avviato il recupero come parco pubblico e come spazio espositivo.

## Galleria d'immagini

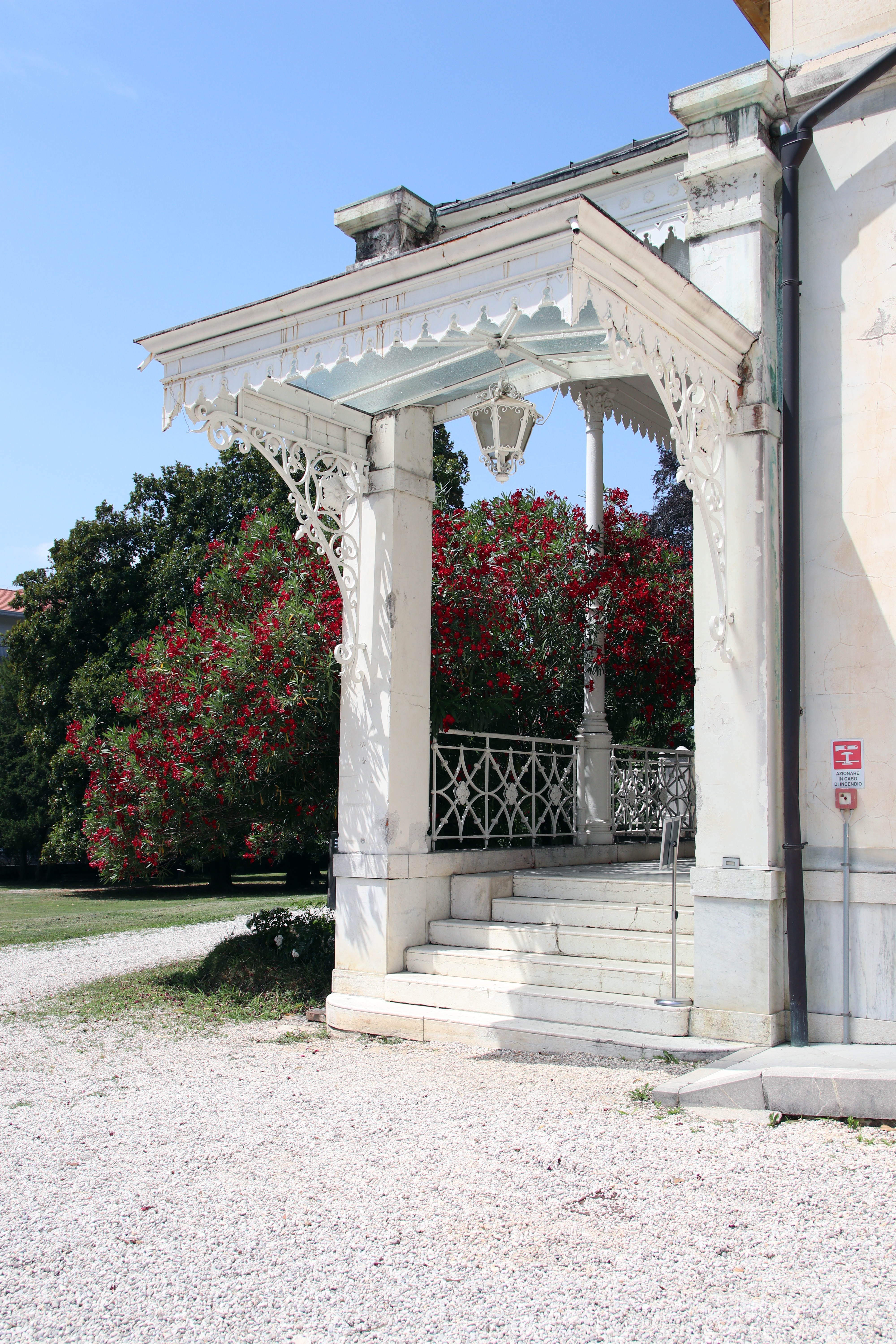
Tettoia dell'ingresso
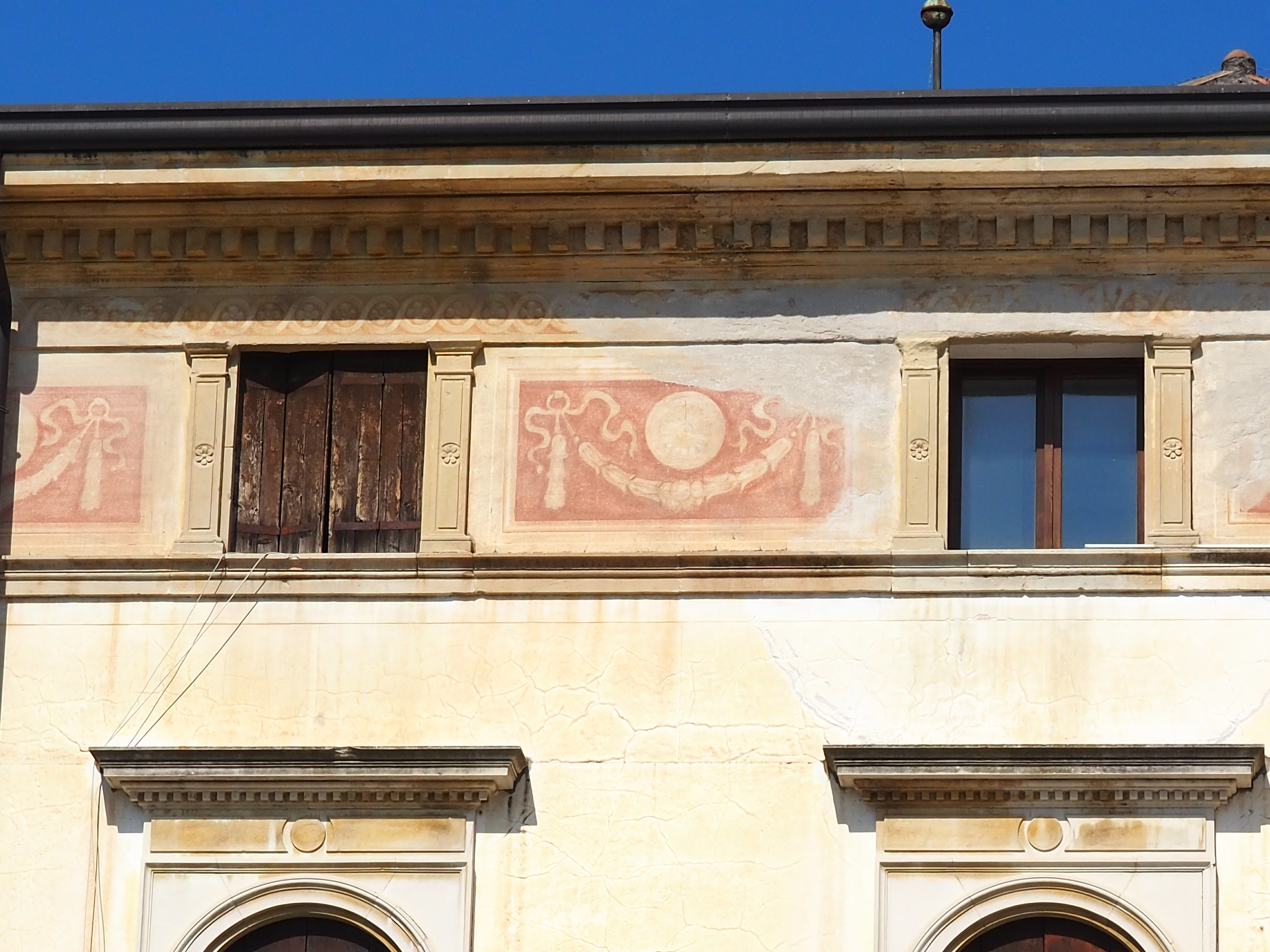
Decorazioni pittoriche sulla facciata
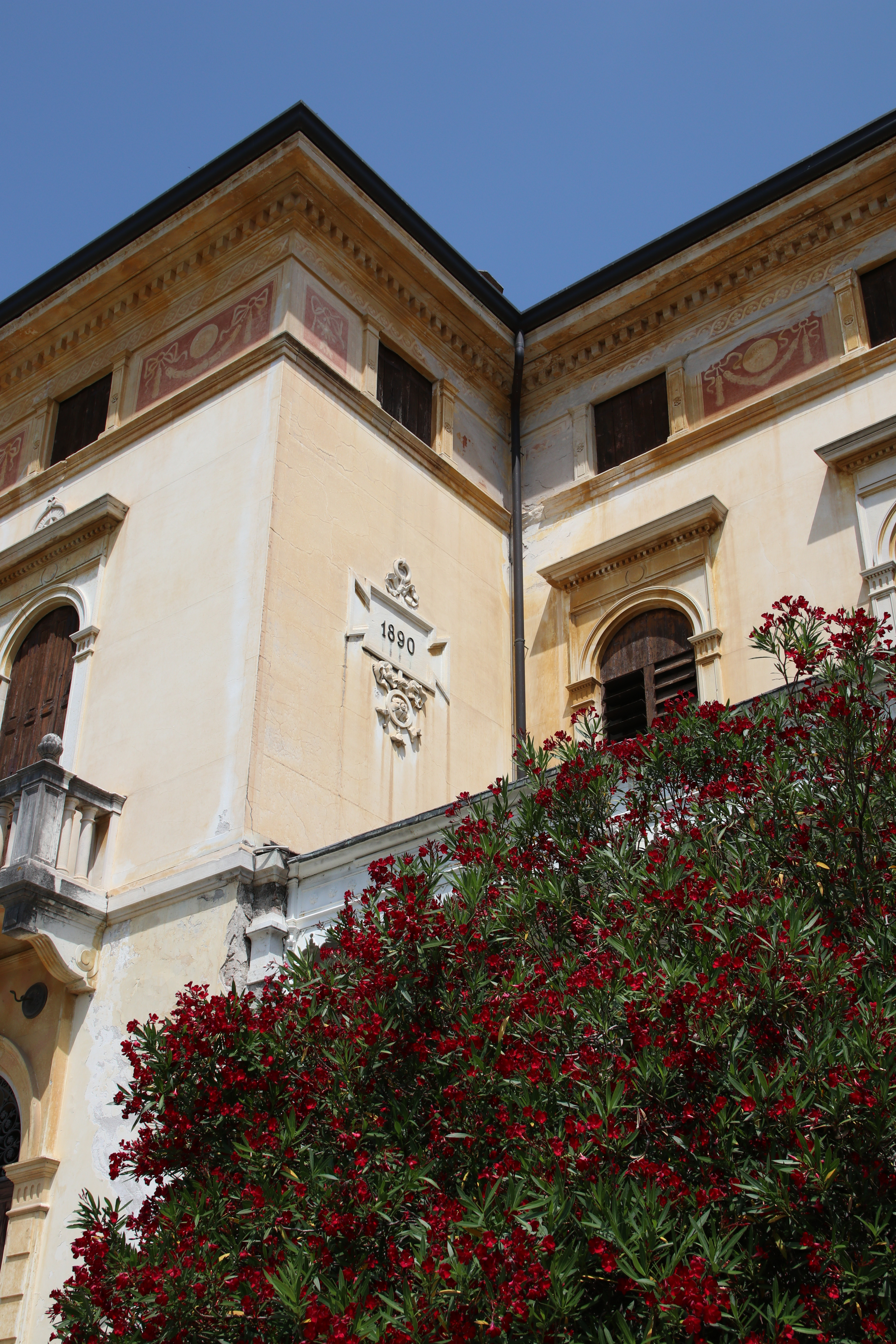
La data di costruzione
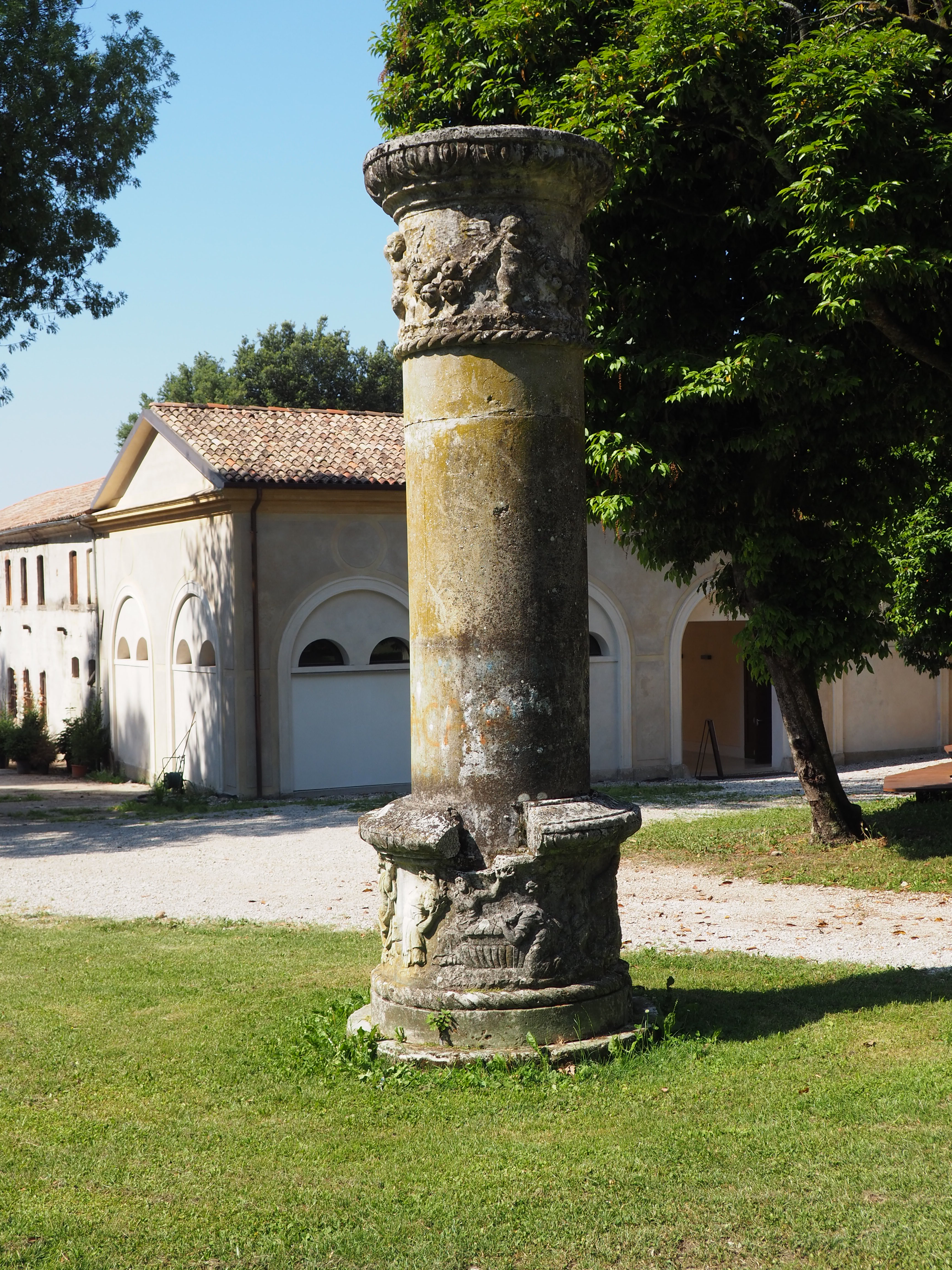
Colonna nel giardino
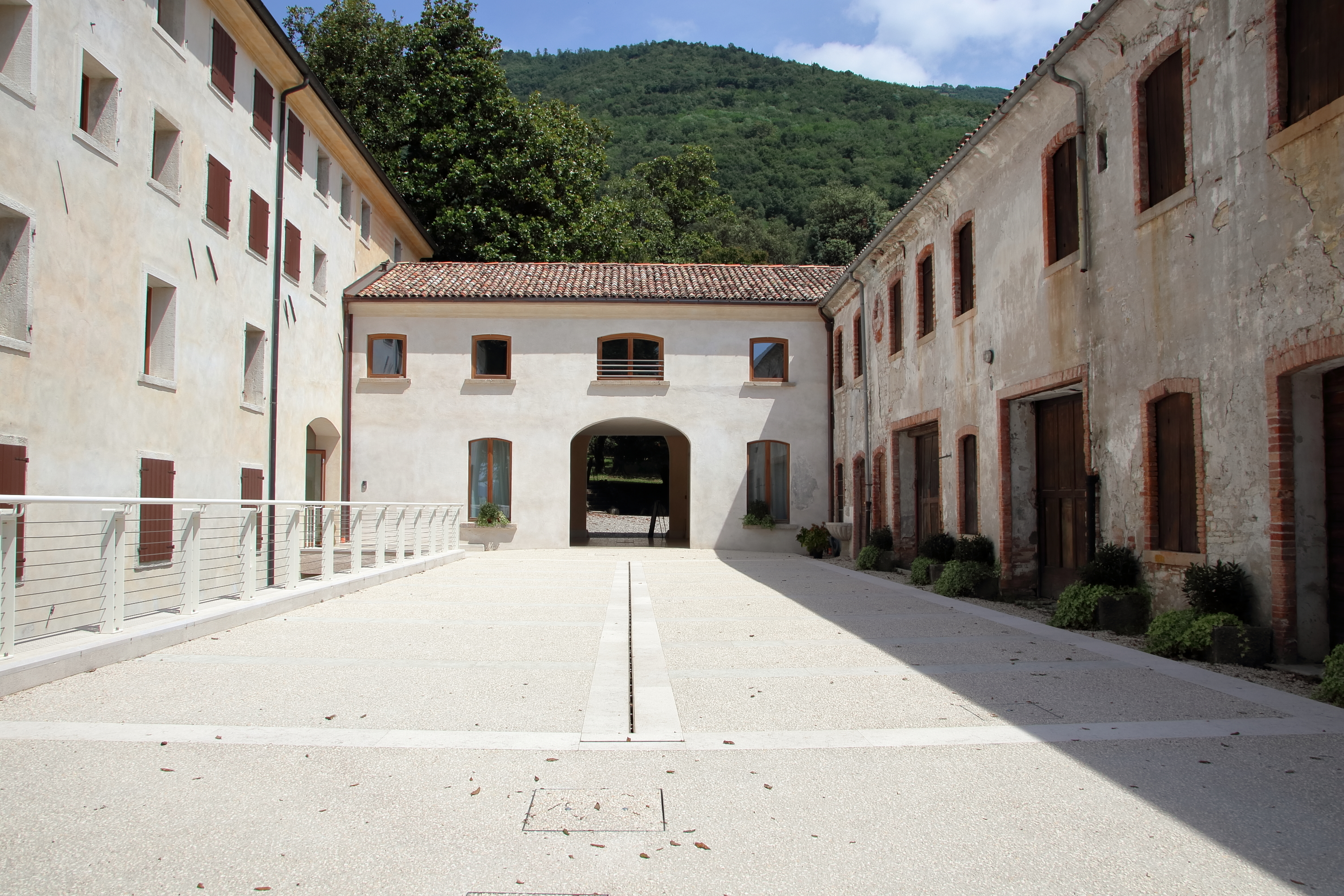
Edifici annessi alla villa
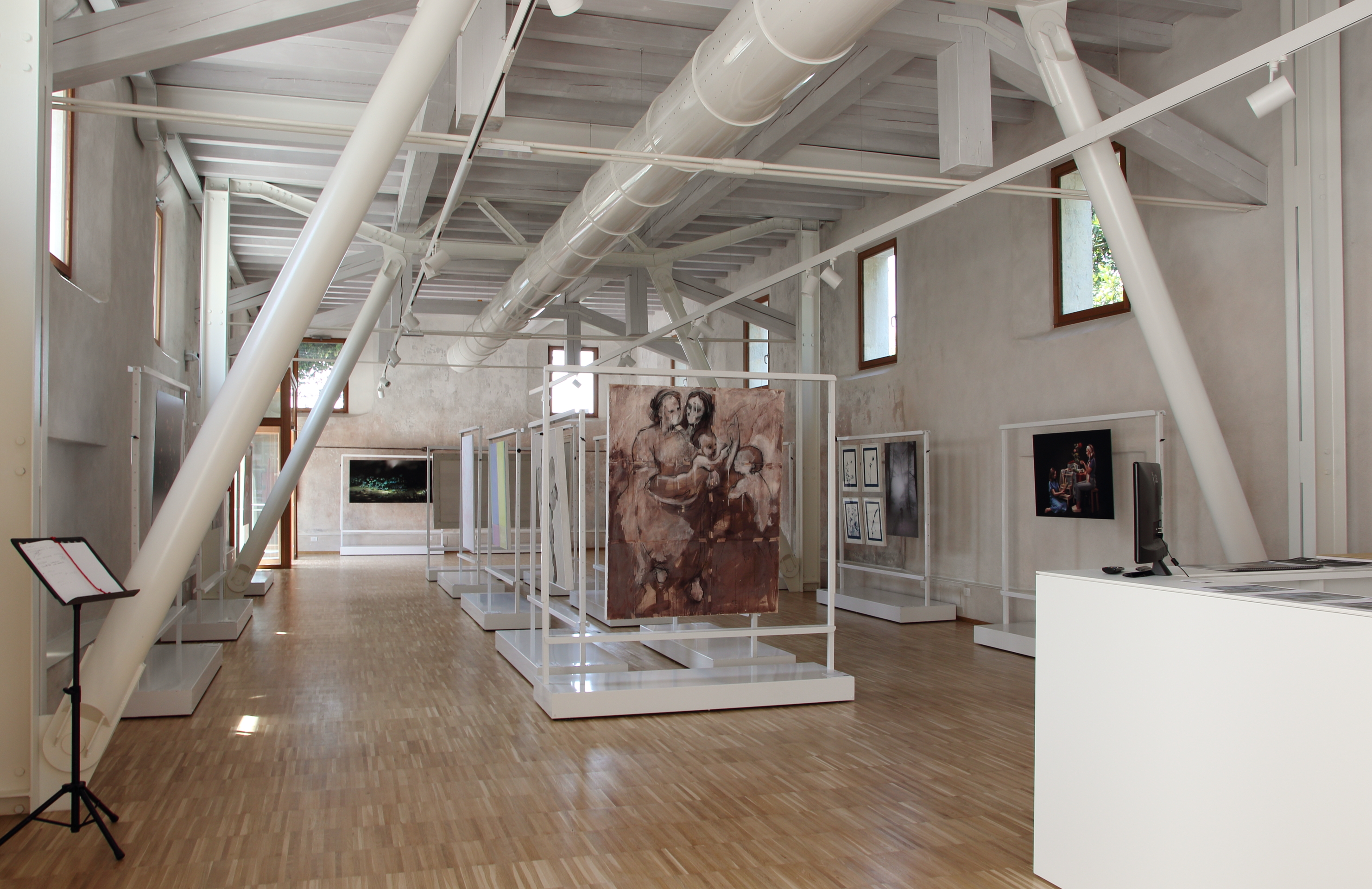
Lo spazio espositivo